# 戴尔芬·帕洛特
戴尔芬·玛丽·薇拉·帕洛特（Delphine Mary Vera Parrott ，1928年5月2日—），英国內分泌學家和免疫学家，1950年代在英国国家医学研究所从事研究工作，1960年代工作于帝国癌症研究基金会 ( Imperial Cancer Research Fund )（今英国癌症研究中心） 。1967年，她就职于格拉斯哥大学，1973年成为这所大学的第一位女教授。1980年起任加德纳免疫学教授，直至1990年退休。

## 早年生活
1928年，帕洛特生于伦敦达利奇。她在贝德福德学院学习生理学，于1949年毕业，1952年取得伦敦国王学院医学院博士学位。

## 学术生涯
1952年至1954年，帕洛特在英国医学研究理事会在爱丁堡临床内分泌研究所工作，这是帕洛特的第一份工作。1954年，帕洛特被位于磨坊山的英国国家医学研究所的科学家艾伦·帕克斯爵士聘为助手，研究生殖生物学，她的小动物活体解剖技能受到赞誉，她的工作内容是把 卵巢移植入经过辐射处理的小鼠体内，以恢复小鼠的生育能力。她另外一个实验使她于1960年在科学上发表一篇里程碑式论文，这篇论文阐明了陌生雄性小鼠的气味为什么会使雌性小鼠流产。在这个实验里，她去除了雌性小鼠的嗅球，再往笼子里放入一只新的雄性小鼠，雌性小鼠就不再发生流产的情况了。这一实验证实，气味在布鲁斯效应里有重要作用。布鲁斯效应是论文共同作者希尔达·玛格丽特·布鲁斯发现的，这一效应说的是受孕小鼠与陌生雄性小鼠同笼会流产这一现象。
1960年，帕洛特转至帝国癌症研究基金会工作，研究胸腺的免疫作用，以新出生的小鼠为实验对象，观察摘除胸腺对其免疫系统的影响，比如对淋巴细胞生成的影响。这些发现出人意料，研究结果备受争议。
1967年，帕洛特任格拉斯哥大学细菌学和免疫学系高级讲师（相當於北美的副教授）。1973年，她升为教授，是格拉斯哥大学五百年校史上第一位女教授。1974年，她当选为爱丁堡皇家学会会士。1980年，她担任系主任和加德纳免疫学教授。